# Welder
Welder da Silva Marçal (Franca, 16 januari 1991) – beter bekend als Weldinho – is een Braziliaans voormalig voetballer die doorgaans speelde als rechtsback. Tussen 2010 en 2017 was hij actief voor Paulista, Corinthians, Palmeiras, Sporting CP B, Oeste, Brasil de Pelotas en Figueirense.

## Clubcarrière
Weldinho speelde in de jeugdopleiding bij Paulista, maar wist bij die club nooit echt door te breken. Hierna trok Corinthians hem in 2011 aan. In zijn eerste seizoen bij Corinthians werd de club landskampioen en Weldinho speelde zesentwintig competitiewedstrijden. In 2013, na twee jaar minder in actie te zijn gekomen, werd hij overgenomen door Palmeiras. Die club besloot hem echter wel op huurbasis te stallen bij Sporting CP. In Portugal speelde de rechtsback echter voornamelijk bij de beloften in de Segunda Liga. Achtereenvolgens huurden Oeste en Brasil de Pelotas hem hierna. In 2017 sloot hij zich aan bij Figueirense, wat hij datzelfde jaar nog verliet. Daarop besloot hij een punt te zetten achter zijn actieve loopbaan.